# Bleckede-Wendischthun
Bleckede-Wendischthun ist der rechtselbische Teil der Stadt Bleckede im Landkreis Lüneburg in Niedersachsen.

## Geographie
Bleckede-Wendischthun besteht aus den Teilen Neu Bleckede (53° 18′ N, 10° 45′ O) und Neu Wendischthun (53° 18′ N, 10° 47′ O) und ist 1648 Hektar groß. Hier leben 65 Menschen.
Auf Grund seiner geografischen Lage und der dadurch bedingten gesonderten historischen Entwicklung in der DDR, während der das Gebiet des Stadtteiles bis zum 29. Juni 1993 zur Gemeinde Teldau im Landkreis Hagenow gehörte, stellt er innerhalb der Stadt Bleckede eine Besonderheit dar. Die Verbindung zum übrigen Stadtgebiet wird über eine seit 1989 wieder bestehende Fährverbindung hergestellt, die auch eine direkte Verbindung der benachbarten, ebenfalls zum Landkreis Lüneburg gehörenden Gemeinde Amt Neuhaus zum übrigen Kreisgebiet darstellt. Bleckede-Wendischthun liegt im Biosphärenreservat Elbtalaue, durch das auch der Elberadweg führt. Knapp südlich der Grenze zu Mecklenburg-Vorpommern steht neben dem Radweg der 16 m hohe Aussichtsturm Mahnkenwerder, der einen Rundblick in die Landschaft der Elbtalaue bietet.